# Kolín – letiště
Kolín – letiště je přírodní památka severozápadně od vsi Pašinka v okrese Kolín ve Středočeském kraji. Tvoří ji areál kolínského letiště, jehož travnatou plochu obývá kriticky ohrožený sysel obecný.

## Historie
Přírodní památka se nachází na dlouhodobě využívaném vnitrostátním letišti, jehož provoz uchoval podmínky pro výskyt populace sysla obecného. Její existence je známa od konce sedmdesátých let dvacátého století a od roku 2003 probíhá její monitoring.
Chráněné území vyhlásil Krajský úřad Středočeského kraje v kategorii přírodní památka s účinností od 23. července 2012. Cílem ochrany je udržet populaci sysla obecného.

## Přírodní poměry
Přírodní památka s rozlohou 22,74 hektarů leží v nadmořské výšce 268–273 metrů metrů v katastrálním území Pašinka v okrese Kolín. Letiště se nachází východně od silnice II/125 z Kolína do Kbílek. Chráněné území se částečně překrývá se stejnojmennou evropsky významnou lokalitou Natura 2000.

### Abiotické poměry
Geologické podloží tvoří svrchnokřídové sedimentární horniny kutnohorského krystalinika, na nichž se vyvinul půdní typ černozem ilimerizovaná. Plochý terén je ukloněn k severovýchodu a v geomorfologickém členění Česka se nachází na rozhraní Hornosázavské pahorkatiny a Středolabské tabule. Do Hornosázavské pahorkatiny zasahuje menší jižní část, která patří k podcelku Kutnohorská plošina a okrsku Malešovská pahorkatina. Většina přírodní památky leží ve Středolabské tabuli, konkrétně v podcelku Českobrodská tabule a okrsku Kolínská tabule.
V rámci Quittovy klasifikace podnebí přírodní památka leží v teplé oblasti T2, pro kterou jsou typické průměrné teploty −2 až −3 °C v lednu a 18–19 °C v červenci. Roční úhrn srážek dosahuje 550–700 milimetrů, počet letních dnů je 50–60, počet mrazových dnů se pohybuje mezi 100–110 a sněhová pokrývka zde leží průměrně 40–50 dnů v roce.

### Flóra
Přírodní památka se nachází v pravidelně koseném areálu letiště, jehož části jsou intenzivně sešlapávány nebo mechanicky narušovány pohybem letadel. Převažujícím druhem v trávníku je jílek vytrvalý (Lolium perenne).

### Fauna
Předmětem ochrany je výskyt sysla obecného (Spermophilus citellus). Jeho zdejší izolovaná populace dosahuje řádově desítek jedinců, ale její velikost v jednotlivých letech kolísá. Převážná část jedinců žije v severní části, takže plocha letiště umožňuje její růst. Ze savců se v chráněném území vyskytuje také zajíc polní (Lepus europaeus), hraboš polní (Microtus arvalis) a lasice kolčava (Mustela nivalis). Ze zvláště chráněných druhů hmyzu byl zaznamenán výskyt mravence otročícího (Formica fusca), čmeláka lučního (Bombus pratorum), čmeláka zemního (Bombus terrestris) a otakárka fenyklového (Papilio machaon). V okrajových částech s pestřejším porostem se ojediněle vyskytuje ještěrka obecná (Lacerta agilis). Letiště není atraktivní lokalitou pro ptáky, ale pravidelně se na něm vyskytují koroptev polní (Perdix perdix) a křepelka polní (Coturnix coturnix).